# Zdeněk Švrček
Zdeněk Švrček (* 18. března 1956 Čeladná) je český politik za Občanskou demokratickou stranu, po sametové revoluci československý poslanec Sněmovny národů Federálního shromáždění, v 90. letech poslanec Poslanecké sněmovny, v letech 2007-2012 člen Rady Českého telekomunikačního úřadu.

## Biografie
Vystudoval Vysokou školu lesnickou a dřevařskou ve Zvoleně a v roce 1991 absolvoval roční manažerský kurz při Institutu Ministerstva práce a obchodu ČR. Pracoval v podniku Dřevokombinát Vrbno pod Pradědem, postupně zde dosáhl postu ve výrobně-technickém managementu. Bytem se v živnostenském rejstříku uvádí v obci Karlovice.
Po sametové revoluci se angažoval politicky. Ve volbách roku 1992 byl zvolen za ODS, respektive za koalici ODS-KDS, do české části Sněmovny národů (volební obvod Severomoravský kraj). Ve Federálním shromáždění setrval do zániku Československa v prosinci 1992. Ve FS pracoval v hospodářském výboru.
Ve volbách v roce 1996 byl zvolen do Poslanecké sněmovny Parlamentu České republiky za ODS a poslanecký mandát obhájil ve volbách roku 1998. V sněmovně byl členem a později i místopředsedou podvýboru pro telekomunikace, zpravodajem zákona o telekomunikacích, od roku 1996 členem (v letech 1998–2002 i předsedou) stálé pracovní skupiny pro letectví, členem podvýborů pro dopravu (v období 1996–2002), obchod a cestovní ruch (1998–2002) a energetiku (1998–2002). Mezi roky 1998 a 2003 zasedal v dozorčí radě podniku Český Telecom. V červenci 2007 ho vláda jmenovala do Rady Českého telekomunikačního úřadu s mandátem do roku 2012.
V komunálních volbách roku 1994 byl za ODS zvolen do zastupitelstva obce Karlovice. Mandát obhájil ve volbách roku 1998. Ve volbách roku 2002 nebyl zvolen a opětovně do zastupitelstva pronikl až ve volbách roku 2006 do roku 2010. Znovu pak byl zvolen na období 2014-2018. Profesně se uvádí jako podnikatel.